# Вест-Веллі (Нью-Йорк)
Вест-Веллі (англ. West Valley) — переписна місцевість (CDP) в США, в окрузі Каттарогус штату Нью-Йорк. Населення — 452 особи (2020).

## Географія
Вест-Веллі розташований за координатами 42°24′9″ пн. ш. 78°36′22″ зх. д. / 42.40250° пн. ш. 78.60611° зх. д. (42.402452, -78.606127).  За даними Бюро перепису населення США в 2010 році переписна місцевість мала площу 3,97 км², з яких 3,97 км² — суходіл та 0,01 км² — водойми.

## Демографія
Згідно з переписом 2010 року, у переписній місцевості мешкало 518 осіб у 213 домогосподарствах у складі 154 родин. Густота населення становила 130 осіб/км².  Було 227 помешкань (57/км²).
Расовий склад населення:
| - 99,0 % — білих - 0,8 % — чорних або афроамериканців - 0,2 % — корінних американців |

До двох чи більше рас належало 0,0 %. Частка іспаномовних становила 0,0 % від усіх жителів.
За віковим діапазоном населення розподілялося таким чином: 22,4 % — особи молодші 18 років, 59,6 % — особи у віці 18—64 років, 18,0 % — особи у віці 65 років та старші. Медіана віку мешканця становила 42,9 року. На 100 осіб жіночої статі у переписній місцевості припадало 103,9 чоловіків;  на 100 жінок у віці від 18 років та старших — 101,0 чоловіків також старших 18 років.
Середній дохід на одне домашнє господарство  становив 50 698 доларів США (медіана — 43 024), а середній дохід на одну сім'ю — 57 166 доларів (медіана — 44 712). Медіана доходів становила 38 000 доларів для чоловіків та 31 000 доларів для жінок. За межею бідності перебувало 20,9 % осіб, у тому числі 60,0 % дітей у віці до 18 років та 5,2 % осіб у віці 65 років та старших.
Цивільне працевлаштоване населення становило 234 особи. Основні галузі зайнятості: освіта, охорона здоров'я та соціальна допомога — 19,7 %, мистецтво, розваги та відпочинок — 18,8 %, будівництво — 15,0 %.